# علي بن يحيى
علي بن يحيى, سابع سلاطين الدولة الزيرية ورابع أمراء آل باديس، حكم من 1116م إلى 1121م خلفا لأبيه يحيى بعد وفاته.

## وصفه
كان علي كريماً، جوادا، يركن إلى الراحة واللذات، واتكل على قوم فوض إليهم ادارة دولته، ولم يكن يظهر في ساحات المعارك، لكن هذا لا يعني أنه لم يكن يتجاهل تماما لشؤون الدولة، فلم يظهر في عهده شخص مطلق النفوذ ولم يكن يحيى مخنثا أو ألعوبة بيد المتملقين.

## طفولته وشبابه
وُلد علي في المهدية صباح يوم الأحد 15 صفر 479هـ / 1 جوان 1086، وفي سنة 508هـ / 1115 تم تولية علي على مدينة صفاقس.

## توليه الحكم
توفي يحيى بن تميم يوم 10 ذو الحجة 509هـ / 25 أفريل 1116 وكان علي حينها في صفاقس، فقرر قادة البلاد ومنهم عبد العزيز بن عمّار والقائد رقوى، أن يرسلوا لعلي رسالة باسم أبيه يطلبون منه القدوم، وفعلا كتب الكاتب الرسالة وكتب علامة يحيى: الحمد لله وحده، وكُلِّف الجيش بحماية أبواب المدينة، بسبب خطر وجود طماعين في العرش مثل أبو الفتوح بن يحيى. وصلت الرسالة لعلي في الليل فخرج من صفاقس في حماية أبو بكر بن جابر بن عسكر ومعه قادة القبائل العربية في ضواحي صفاقس.
وعندما مر علي من قصر الجم، وجده محاصرا من قادة الجيش حيث اعتصم فيه بعض الأعداء، فدعم علي الحصار وسقط الحصن بفضل تعزيزات ولي العهد، ثم انضمت قوات الحصار لعلي ومضى في طريقه حتى وصل للمهدية عشيّة يوم الخميس ثاني عيد الأضحى 11 ذو الحجة 509هـ / 26 أفريل 1116، فصلى الجنازة على أبيه الذي دُفن في قصره ثم نُقل إلى المنستير، ثم في اليوم التالي الجمعة 12 ذو الحجة / 27 أفريل ليتقبل التعازي والتهاني والبيعة، وكان عمره آنذاك 30 سنة، فأعطى هدايا لرجال الدولة ومدحه الشعراء ومنهم ابن حمديس، كما تم تنظيم استعراض عسكري بإشراف الأمير الذي عاد لقصره بعد الاستعراض، كما قام بنفي أخيه أبو الفتوح وابنة عمه (زوجة أبو الفتوح) بلارة بنت القاسم وابن أخيه عباس بن أبي الفتوح إلى مصر، فخرجوا من إفريقية بحرًا واستقبلهم الخليفة، ولاحقا وبعد وفاة أبو الفتوح تزوجت بلارة من وزير الخليفة العادل بن السلار ولاحقا أصبح عباس بن أبي الفتوح بنفسه الوزير.

## عهده

### استرجاع جربة
بعد خروجها عن السلطة الزيرية، بدأت جربة بممارسة القرصنة على الساحل التونسي، فبدأ علي عهده بتجهيز أسطول نجح في محاصرة جربة وارجاعها للطاعة.

### حصار تونس
وفي عام 510هـ / 1116، وبعد مدة قليلة من توليه الحكم، حاصر الجيش الزيري مدينة تونس وضيق على أهلها، حتى استسلم أحمد بن عبد العزيز وتصالح مع علي، وعاد بنو خراسان لطاعة آل باديس.

### فتح جبل وسلات
كان جبل وسلات مكانا مستقلا لقرون عن السلطات المركزية كما أن أهله مارسوا الجرائم لمدة طويلة، فقرر علي أن يفتح الجبل وكلف ميمون بن زياد الصخري بذلك، وباستخدام حيلة صعد ميمون وجيشه لأعلى الجبل وهزم أهله ثم حاصرهم في قصر وخدعهم وهزمهم وأبادهم.

### مرور ابن تومرت

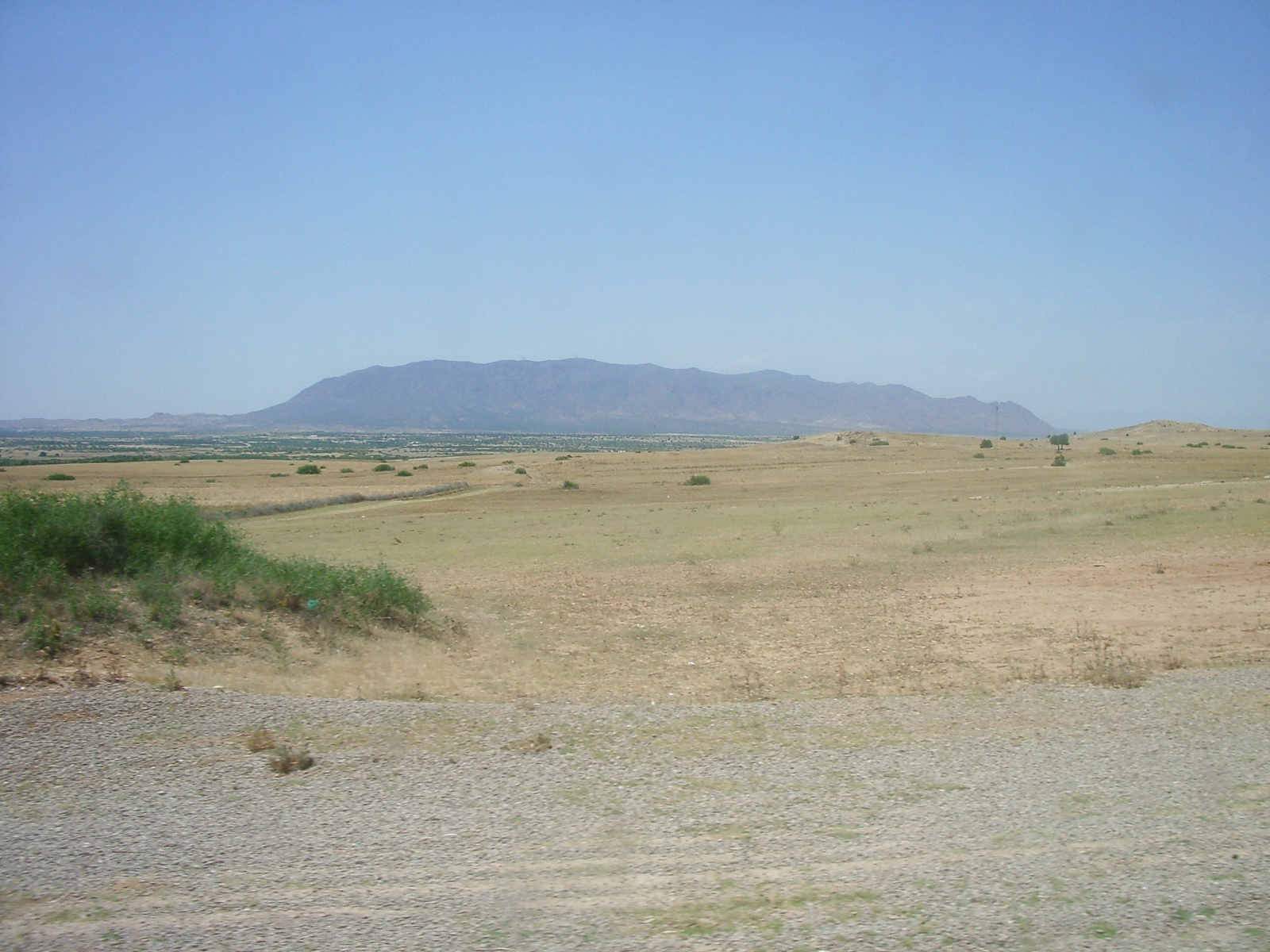
جبل وسلات

حسب ابن القطّان، فإن ابن تومرت مر من المهدية في عهد علي، فكسر أواني الخمور في أحد الأسواق، فلما علم الأمير فكر في قتله، فخاطبه المازري بلطف قائلا: «إني أخاف عليك من بغض الأمير وجنده». فرحل إلى المنستير.

### العلاقات مع الفاطميين
فيي عام 511هـ / 1117، أرسل الخليفة الآمر بأحكام الله رسولا بهدية إلى علي. لم يذكر أن علي رد عليه ولا يوجد معلومات عن علاقته به.

### الحرب مع رافع بن مكي
مع الازدهار الذي عاشته قابس بسبب العلاقات الجيدة بين رافع بن مكي ويحيى بن تميم، نجح بنو جامع في بناء سفينة مميزة، لكن علي لم يرد أن يحتكر أحد غيره شؤون التجارة فقرر مصادرة السفينة، فتحالف رافع مع روجر الثاني، فعندما مر الأسطول الصقلي من المهدية استشار علي وزراءه الذين نصحوه بأن يتغاضى عن رافع لكنه لم ينصت، في رواية أخرى لم يصدق على وجود هذا الحلف حتى مر الأسطول الصقلي من المهدية.
على العموم أرسل علي أسطوله الذي هزم النورمان وحاصر قابس ثم انسحب في الشتاء، بعد ذلك حاول رافع المصالحة لكن علي رفض وتجهز وجمع حلفائه فتقدم رافع مع حلف قبلي إلى المهدية، وفي رواية أخرى فإن رافع جاء مع جيشه يدعي رغبته في الصلح، في كلتا الحالتين هزمه علي في معركة المهدية، وبعد أن لجأ رافع إلى القيروان وأخذها هاجمه علي وهزمه فلجأ إلى قابس، وأخيرا تمت المصالحة بوساطة ميمون بن زياد الصخري.

### العلاقات مع صقلية
في سنة 512هـ / 1119، أرسل روجر الثاني إلى علي يطلب منه أموال يملكها في المهدية ولكن بسبب النزاعات كان علي قد أمسك وكلائه فسرحهم ليعطوه ماله، لكن وصلته رسالة أخرى مليئة بالغلظة والتهديد وقلة الأدب، وفي رواية أخرى فإن روجر أرسل يطالب بالمال بغلظة وقلة أدب، فغضب علي لكنه لم يرد، وسمع علي أن روجر يهدده ويتوعده، فأنشأ أسطول مكون من 10 مراكب حربية و30 غراب مجهزة بالمؤونة والنفط (أي النار الإغريقية) للدفاع عن البلاد، ما زاد معنويات الناس، ولعلم علي بعدم قدرته على مواجهة النورمان وحده سعى للتحالف مع المرابطين لغزو صقلية لكنه توفي قبل إنجاز مشاريعه. وفي مديح أسطول علي قال ابن بشير:

### عدوان بنو سنجاس
بنو سنجاس قبيلة مغراوية كبيرة العدد، شاركت في نزاعات زناتة وصنهاجة، واستمرت في قطع الطرق في جنوب تونس، وفي عام 514هـ / 1120، أغار بنو سنجاس على ضواحي قفصة وقتلوا جميع الجنود الصنهاجيين في طريقهم، فخرجت إليهم الحامية لكنها تعرضت للهزيمة، فخرج إلى الجريد محمد بن أبي العرب أحد قادة الجيش الزيري، فتمكن من طرد بني سنجاس وإرجاع الأمن. وفي عام 515هـ / 1121 هزمهم محمد بن أبي العرب ثانية وعاد إلى القيروان بعدد كبير من رؤوسهم.

### الحملة الحمادية على إفريقية
هاجم عبد العزيز بن منصور إفريقية، فحاصر جزيرة جربة في زمن مجهول وغزاها لكن احتلاله للجزيرة لم يدم طويلًا، وفي عام 514هـ / 1120 حاصر عبد العزيز مدينة تونس وأجبر أحمد بن عبد العزيز أن يدخل في طاعة الحماديين.

## الوفاة
توفي علي متأثرا بالمرض يوم الأحد 22 ربيع الثاني 515هـ / 10 جويلية 1121، وكان عمره تحت 36، حكم خمس سنين وأربعة أشهر وإثني عشرة يوما، وخلف أربعة أبناء: الحسن (ولي العهد) والعزيز وباديس وأحمد، ودُفن في قصر المهدية ثم نقل إلى مقبرة بنو زيري في المنستير.